# Штайн, Гизела
Гизела Штайн (нем. Gisela Stein; 2 октября 1934, Свинемюнде — 4 мая 2009) — немецкая актриса
 театра и кино.

## Биография
Родилась 2 октября 1934 года в Свинемюнде. Поступила в актёрскую школу в Висбадене. Начинала свою актёрскую карьеру в театрах Кобленца, Мёнхенгладбаха и Эссена. Там она сыграла второстепенные роли в нескольких известных спектаклях и пьесах, поставленных одним из самых известных немецких режиссёрах XX века Эрвина Пискатора. В возрасте 25 лет Штайн решает переехать в Берлин, где она и проработала в течение следующих 19 лет. Именно в это время она сыграла свои первые роли в кино. Также она время от времени появлялась в театрах Лейпцига, Цюриха и Дрездена. В 1980 году она переехала в Мюнхен, в театрах которого где она и работала до тех пор, пока не решила покинуть сцену в 2001 году.
Гизела Штайн скончалась в своей квартире в Моркирхе, Германия 4 мая 2009 года в возрасте 73 лет от сердечной недостаточности.